# Bona (Nièvre)
Bona és un municipi francès, situat al departament del Nièvre i a la regió de Borgonya - Franc Comtat. L'any 2007 tenia 329 habitants.

## Demografia

### Població
El 2007 la població de fet de Bona era de 329 persones. Hi havia 150 famílies, de les quals 40 eren unipersonals (20 homes vivint sols i 20 dones vivint soles), 59 parelles sense fills, 35 parelles amb fills i 16 famílies monoparentals amb fills.
La població ha evolucionat segons el següent gràfic:
Habitants censats

### Habitatges
El 2007 hi havia 226 habitatges, 145 eren l'habitatge principal de la família, 58 eren segones residències i 23 estaven desocupats. 223 eren cases i 1 era un apartament. Dels 145 habitatges principals, 128 estaven ocupats pels seus propietaris, 14 estaven llogats i ocupats pels llogaters i 4 estaven cedits a títol gratuït; 3 tenien una cambra, 7 en tenien dues, 29 en tenien tres, 43 en tenien quatre i 64 en tenien cinc o més. 124 habitatges disposaven pel capbaix d'una plaça de pàrquing. A 51 habitatges hi havia un automòbil i a 75 n'hi havia dos o més.

### Piràmide de població
La piràmide de població per edats i sexe el 2009 era:
| Homes | Edats   | Dones |
| ----- | ------- | ----- |
| 0     | 95 o +  | 0     |
| 0     | 90 a 94 | 0     |
| 0     | 85 a 89 | 8     |
| 8     | 80 a 84 | 0     |
| 12    | 75 a 79 | 16    |
| 4     | 70 a 74 | 4     |
| 24    | 65 a 69 | 28    |
| 4     | 60 a 64 | 12    |
| 4     | 55 a 59 | 4     |
| 12    | 50 a 54 | 8     |
| 8     | 45 a 49 | 4     |
| 4     | 40 a 44 | 8     |
| 12    | 35 a 39 | 4     |
| 8     | 30 a 34 | 16    |
| 12    | 25 a 29 | 0     |
| 4     | 20 a 24 | 8     |
| 12    | 15 a 19 | 16    |
| 12    | 10 a 14 | 8     |
| 4     | 5 a 9   | 4     |
| 0     | 0 a 4   | 0     |

## Economia
El 2007 la població en edat de treballar era de 210 persones, 154 eren actives i 56 eren inactives. De les 154 persones actives 136 estaven ocupades (77 homes i 59 dones) i 18 estaven aturades (6 homes i 12 dones). De les 56 persones inactives 22 estaven jubilades, 21 estaven estudiant i 13 estaven classificades com a «altres inactius».

### Ingressos
El 2009 a Bona hi havia 147 unitats fiscals que integraven 327 persones, la mediana anual d'ingressos fiscals per persona era de 17.525 €.

### Activitats econòmiques
Dels 6 establiments que hi havia el 2007, 1 era d'una empresa alimentària, 1 d'una empresa de comerç i reparació d'automòbils, 2 d'empreses de transport, 1 d'una empresa d'hostatgeria i restauració i 1 d'una empresa de serveis.
L'únic establiment comercial que hi havia el 2009 era una fleca.
L'any 2000 a Bona hi havia 12 explotacions agrícoles que ocupaven un total de 1.208 hectàrees.

## Equipaments sanitaris i escolars
El 2009 hi havia una escola elemental integrada dins d'un grup escolar amb les comunes properes formant una escola dispersa.

## Poblacions més properes
El següent diagrama mostra les poblacions més properes.